# Neolagisca drachi
Neolagisca drachi är en ringmaskart som först beskrevs av Daniel Reyss 1961.  Neolagisca drachi ingår i släktet Neolagisca och familjen Polynoidae. Inga underarter finns listade i Catalogue of Life.